# 成誉
成誉 一笑 （じょうよ いっしょう、生年不詳 - 天正3年4月25日（1575年6月3日））は、戦国時代の僧侶。大樹寺住職で徳川家康の叔父 。

## 略歴
松平清康の三男として生まれ、御津大音寺（愛知県名古屋市）に住む。鶴岡大督寺の開山。大樹寺第14世住職。
天正3年（1575年）4月25日死去。